# Panathīnaïkos Athlītikos Omilos 1983-1984
Questa voce raccoglie le informazioni riguardanti il Panathīnaïkos Athlītikos Omilos nelle competizioni ufficiali della stagione 1983-1984.

## Stagione
Assunto l'ex commissario tecnico della nazionale polacca Jacek Gmoch, il Panathinaikos si risollevò dalla deludente stagione precedente vincendo entrambe le competizioni in cui era impegnato nel corso della stagione: assieme al tredicesimo titolo nazionale, la squadra concluse vincendo la Coppa di Grecia sconfiggendo il Larissa in finale.

## Maglie e sponsor
Per la prima volta, il simbolo della squadra sulle maglie diventa di colore verde ed è ambientato su di uno sfondo bianco di forma circolare: il fornitore tecnico ritorna Asics, mentre la maglia è caratterizzata dalla presenza di un colletto bianco con scollo a "V".
| Manica sinistra · Manica sinistra · Maglietta · Maglietta · Manica destra · Manica destra · Pantaloncini · Calzettoni |

## Rosa
| N. |                      | Ruolo | Calciatore         |
| -- | -------------------- | ----- | ------------------ |
| -  | Grecia (bandiera)    | P     | Thomas Laftsis     |
| -  | Grecia (bandiera)    | P     | Antōnīs Mīnou      |
| -  | Grecia (bandiera)    | D     | Anthimos Kapsīs    |
| -  | Grecia (bandiera)    | D     | Nikos Karoulias    |
| -  | Grecia (bandiera)    | D     | Ioannis Kyrastas   |
| -  | Grecia (bandiera)    | D     | Ilias Mberios      |
| -  | Grecia (bandiera)    | D     | Kostas Tarasis     |
| -  | Grecia (bandiera)    | D     | Christos Vasileiou |
| -  | Grecia (bandiera)    | D     | Jiannis Vonortas   |
| -  | Grecia (bandiera)    | D     | Kostas Tassopoulos |
| -  | Argentina (bandiera) | C     | Juan Ramón Rocha   |
| -  | Grecia (bandiera)    | C     | Giannis Tsimbos    |
| -  | Grecia (bandiera)    | C     | Grigoris Tsinos    |

| N. |                        | Ruolo | Calciatore              |
| -- | ---------------------- | ----- | ----------------------- |
| -  | Grecia (bandiera)      | C     | Kōstas Antōniou         |
| -  | Grecia (bandiera)      | C     | Spyros Livathīnos       |
| -  | Grecia (bandiera)      | C     | Aggelos Anastasiadīs    |
| -  | Grecia (bandiera)      | C     | Michalis Gerothodoros   |
| -  | Grecia (bandiera)      | C     | Nikos Karavidas         |
| -  | Grecia (bandiera)      | C     | Grigoris Papavasileiou  |
| -  | Grecia (bandiera)      | A     | Thanasis Dimopoulos     |
| -  | Grecia (bandiera)      | A     | Maik Galakos            |
| -  | Grecia (bandiera)      | A     | Nikos Gkavasiadis       |
| -  | Grecia (bandiera)      | A     | Vassilis Konstantinidis |
| -  | Grecia (bandiera)      | A     | Kostas Mavridis         |
| -  | Paesi Bassi (bandiera) | A     | Tschen La Ling          |

## Statistiche

### Statistiche di squadra
| Competizione    | Punti | Totale | Totale | Totale | Totale | Totale | Totale | DR  |
| Competizione    | Punti | G      | V      | N      | P      | Gf     | Gs     | DR  |
| --------------- | ----- | ------ | ------ | ------ | ------ | ------ | ------ | --- |
| Alpha Ethniki   | 46    | 30     | 19     | 8      | 3      | 46     | 14     | +32 |
| Coppa di Grecia | -     | 5      | 5      | 0      | 0      | 14     | 0      | +14 |
| Totale          | -     | 35     | 24     | 8      | 3      | 60     | 14     | +46 |

### Statistiche dei giocatori
| Giocatore      | Alfa Ethniki | Alfa Ethniki |
| Giocatore      | Presenze     | Reti         |
| -------------- | ------------ | ------------ |
| Antoniou       | 24           | 3            |
| Anastasiadis   | 1            | -            |
| Charalambidis  | 26           | 17           |
| Dimopoulos     | 26           | 6            |
| Galakos        | 30           | 7            |
| Gerothodoros   | 4            | 1            |
| Gkavasiadis    | 2            | -            |
| Kapsis         | 25           | -            |
| Karavidas      | 12           | 1            |
| Karoulias      | 22           | -            |
| Kavouras       | 2            | -            |
| Konstantinidis | 4            | 1            |
| Kyrastas       | 30           | 1            |
| La Ling        | 20           | 1            |
| Laftsis        | 23           | -            |
| Livathinos     | 11           | -            |
| Mavridis       | 10           | 3            |
| Mberios        | 2            | -            |
| Minou          | 7            | -            |
| Papavasileiou  | 25           | 2            |
| Rocha          | 28           | -            |
| Tarasis        | 28           | 1            |
| Tassopoulos    | 3            | -            |
| Tsimbos        | 2            | -            |
| Tsinos         | 2            | -            |
| Vasileiou      | 3            | -            |
| Vonortas       | 14           | 2            |